# USS Portsmouth (SSN-707)
Pour les autres navires du même nom, voir USS Portsmouth.
L'USS Portsmouth  (SSN-707) est un sous-marin nucléaire d'attaque de classe Los Angeles en service dans l'United States Navy de 1983 à 2004.

## Histoire
Construit au chantier naval Electric Boat de Groton, le Portsmouth  entre en service le 1er octobre 1983.
Trois semaines après, il participe à l'évacuation de réfugiés lors de l'invasion de la Grenade par les États-Unis.
Il est ensuite transféré à San Diego, à la base navale de Point Loma, et opère dans l'océan Pacifique. Quelques années plus tard, il devient le premier navire nucléaire à rendre visite aux Fidji.
Le Portsmouth  est finalement retiré du service le 10 septembre 2004 par mesure économique. En effet, son réacteur nucléaire nécessitant d'être ravitaillé, il est décidé de le retirer du service à la place.